# Lukas Klapfer
Lukas Klapfer, född 25 december 1985 i Eisenerz, är en idrottare från Österrike som deltar i Nordisk kombination.
Klapfer har vunnit en bronsmedalj i lagtävlingen vid olympiska vinterspelen 2014 i Sotji samt en bronsmedalj vid olympiska vinterspelen 2018 i Pyeongchang.
I världscupen är hans bästa placering en nionde plats (säsongen 2015/2016).